# Bonnie Hunt
Bonnie Lynn Hunt (n. 22 septembrie 1961) este o actriță, comediantă, scriitoare și producătoare de televiziune americană. Bonnie Hunt a lucrat la proiectul Mașini produs de Pixar în colaborare cu Disney, și lansat în vara lui 2006, pentru care a interpretat vocea personajului principal feminin, Sally Carrera.

## Filmografie

### Film
| An   | Titlu                             | Rol                          | Note                                                                                   |
| ---- | --------------------------------- | ---------------------------- | -------------------------------------------------------------------------------------- |
| 1988 | Rain Man                          | Sally Dibbs                  |                                                                                        |
| 1992 | Beethoven                         | Alice Newton                 |                                                                                        |
| 1993 | Dave                              | White House Tour Guide       |                                                                                        |
| 1993 | Beethoven's 2nd                   | Alice Newton                 |                                                                                        |
| 1994 | Only You                          | Kate Corvatch                |                                                                                        |
| 1995 | Now and Then                      | Mrs. DeWitt                  |                                                                                        |
| 1995 | Jumanji                           | Sarah Whittle / Madam Serena | Saturn Award for Best Supporting Actress                                               |
| 1996 | Getting Away with Murder          | Dr. Gail Holland             |                                                                                        |
| 1996 | Jerry Maguire                     | Laurel Boyd                  |                                                                                        |
| 1998 | A Bug's Life                      | Rosie                        | Voce                                                                                   |
| 1998 | Kissing a Fool                    | Linda Streicher              |                                                                                        |
| 1999 | Random Hearts                     | Wendy Judd                   |                                                                                        |
| 1999 | The Green Mile                    | Jan Edgecomb                 | Nominalizare – Blockbuster Entertainment Award for Favorite Supporting Actress – Drama |
| 2000 | Return to Me                      | Megan Dayton                 | Și regizor și scenarist                                                                |
| 2001 | Monsters, Inc.                    | Ms. Flint                    | Voce                                                                                   |
| 2002 | Stolen Summer                     | Margaret O'Malley            | Lansare limitată                                                                       |
| 2003 | Cheaper by the Dozen              | Kate Baker                   |                                                                                        |
| 2005 | Cheaper by the Dozen 2            | Kate Baker                   |                                                                                        |
| 2005 | Loggerheads                       | Grace                        |                                                                                        |
| 2006 | I Want Someone to Eat Cheese With | Stella Lewis                 |                                                                                        |
| 2006 | Cars                              | Sally Carrera                | Voce                                                                                   |
| 2010 | Toy Story 3                       | Dolly                        | Voce                                                                                   |
| 2011 | Hawaiian Vacation                 | Dolly                        | Voce                                                                                   |
| 2011 | Cars 2                            | Sally Carrera                | Voce                                                                                   |
| 2013 | Monsters University               | Karen Graves                 | Voce                                                                                   |
| 2016 | Zootopia                          | Bonnie Hopps                 | Voce                                                                                   |
| 2017 | Cars 3                            | Sally Carrera                | Voce                                                                                   |

### TV
| An           | Titlu                                   | Rol                 | Note |
| ------------ | --------------------------------------- | ------------------- | --- |
| 1984         | American Playhouse                      | Foxtrot Dancer      | Episod: "Under the Biltmore Clock" |
| 1990         | Grand                                   | Carol Anne Smithson | Rol principal |
| 1991–92      | Davis Rules                             | Gwen Davis          | Rol principal 18 episoade |
| 1993         | The Building                            | Bonnie Kennedy      | Rol principal Și creator, producător executiv, scenarist |
| 1995–96      | Bonnie                                  | Bonnie Kelly        | Și producător, scenarist Viewers for Quality Television Founder's Award (1996) |
| 1997         | Wheel of Fortune                        | Herself             | |
| 2002–04      | Life with Bonnie                        | Bonnie Molloy       | Și creator, regizor, producător executiv Nominalizat: TCA Award for Outstanding Achievement in Comedy (2003), Golden Globe Award for Best Actress – Television Series Musical or Comedy (2003 / 2004), Satellite Award for Best Actress – Television Series Musical or Comedy (2003 / 2004), Primetime Emmy Award for Outstanding Lead Actress in a Comedy Series (2004) |
| 2006         | Let Go                                  |                     | Regizor (film) |
| 2008–10      | The Bonnie Hunt Show                    | Herself / Host      | Și producător executiv, scenarist Nominalizat – Daytime Emmy Award for Outstanding Talk Show Host (2010) |
| 2010         | The Life & Times of Tim                 | Gabe's Mother       | Voce Episoade: "Nagging Blonde / Tim and the Elephant" |
| 2013–present | Sofia the First                         | Aunt Tilly          | Voce Rol recurent |
| 2013         | Call Me Crazy: A Five Film              |                     | Regizor (film) Episod: "Eddie" segment |
| 2014–present | Cars Toons: Tales From Radiator Springs | Sally Carrera       | Voce Rol recurent |

### Jocuri video
| An   | Titlu                            | Rol           | Note |
| ---- | -------------------------------- | ------------- | ---- |
| 2006 | Cars                             | Sally Carrera | Voce |
| 2007 | Cars Mater-National Championship | Sally Carrera | Voce |
| 2009 | Cars Race-O-Rama                 | Sally Carrera | Voce |